# Bózsva-patak
Bózsva-patak este o arie protejată (arie specială de conservare — SAC, sit de importanță comunitară — SCI) din Ungaria întinsă pe o suprafață de 832,25 ha, integral pe uscat.

## Localizare
Centrul sitului Bózsva-patak este situat la coordonatele 48°27′58″N 21°26′25″E / 48.466111°N 21.440278°E.

## Înființare
Situl Bózsva-patak a fost declarat sit de importanță comunitară în august 2010 pentru a proteja 17 specii de animale. Situl a fost protejat și ca arie specială de conservare în octombrie 2012.

## Biodiversitate
Situată în ecoregiunea panonică, aria protejată conține 9 habitate naturale: Liziere de ierburi înalte hidrofile de câmpie și de nivel montan până la alpin, Păduri panonice-balcanice de stejar turcesc - stejar sesil, Păduri aluvionare cu Alnus glutinosa și Fraxinus excelsior (Alno-Padion, Alnion incanae, Salicion albae), Păduri panonice cu Quercus petraea și Carpinus betulus, Fânețe de joasă altitudine (Alopecurus pratensis, Sanguisorba officinalis), Pajiști aluvionare inundabile, de Cnidion dubii, Păduri de fag Luzulo-Fagetum, Păduri de fag Asperulo-Fagetum, Lacuri eutrofice naturale cu vegetație de tip Magnopotamion sau Hydrocharition.
La baza desemnării sitului se află mai multe specii protejate:
- păsări (1): mierla de apă (Cinclus cinclus)
- amfibieni (3): buhai de baltă cu burta roșie (Bombina bombina), izvoraș-cu-burta-galbenă (Bombina variegata), triton cu creastă dobrogean (Triturus dobrogicus)
- mamifere (1): vidră de râu (Lutra lutra)
- nevertebrate (7): Carabus zawadzkii, Cucujus cinnaberinus, fluturele de noapte (Eriogaster catax), rădașcă (Lucanus cervus), fluturele purpuriu (Lycaena dispar), Maculinea teleius, Rosalia alpina
- pești (4): Barbus meridionalis, Eudontomyzon spp., romanogobio albipinnatus (Gobio albipinnatus), boarță (Rhodeus sericeus amarus)
- reptile (1): Vipera berus

Pe lângă speciile protejate, pe teritoriul sitului au mai fost identificate 3 specii de plante, 7 specii de amfibieni, 7 specii de mamifere, 3 specii de nevertebrate, 1 specie de pești, 3 specii de reptile.